# Ferry Cross the Mersey
Ferry Cross the Mersey är en låt som lanserades av popgruppen Gerry and the Pacemakers i december 1964. Den skrevs av gruppens sångare Gerry Marsden till en brittisk film med samma namn. Det kom att bli gruppens sista topp 10-hit i både USA och hemlandet Storbritannien.
Frankie Goes to Hollywood spelade in låten som b-sida till sin hitsingel "Relax" 1983.
Låten spelades 1989 in som en välgörenhetssingel till de drabbade efter Hillsborougholyckan 1989 av Liverpool-artister som Paul McCartney, Gerry Marsden, och Holly Johnson. Låten toppade i denna inspelning Englandslistan.

## Listplaceringar, 1964-1965
- Billboard Hot 100, USA: #6[1]
- UK Singles Chart, Storbritannien: #8[2]
- Kvällstoppen, Sverige: #12[3]
- Tio i topp, Sverige: #7[4]